# オリベッティ

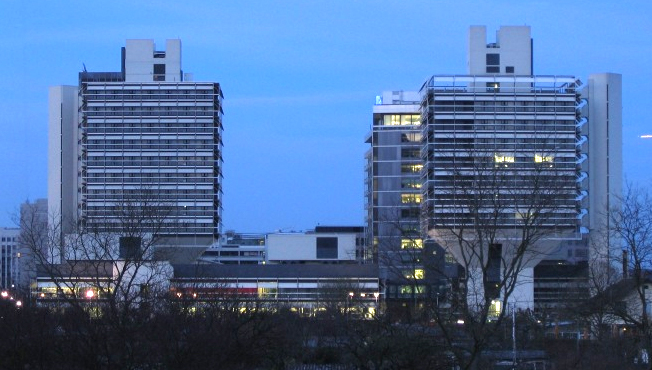
Olivetti Buildings in Frankfurt（デザイン：Egon Eiermann）

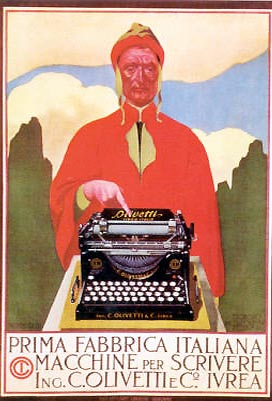
オリベッティ社のマニフェスト

オリベッティ（伊：Olivetti）は、イタリア・ピエモンテ州イヴレーアでタイプライターの製造・販売会社として創業された会社である。
かつては大型コンピューター開発生産事業を行っていた。現在はテレコム・イタリアに買収されて傘下に入り、主にシステムソリューション事業を運営している。フィアットなどと共にイタリアを代表する歴史的会社である。現在の本社は、ピエモンテ州トリノにある。

## 概説
タイプライターの製造・販売で成功したオリベッティは、計算機の分野にも進出し、世界初の電動式記録卓上計算機の発売や、大型電子計算機「エレア9003(Elea 9003)」の発表を行なったこともあった。
現在の主な生産品目は、以下の通り（Olivettiの公開しているページを基に記述）。
- プリンタ（インクジェット型の多機能プリンタ、および写真印刷用プリンタ）
- ファックス装置
- 卓上計算機
- SOHO向けの極小型システム（PCなどを核とした事務処理システムの意か？）
- 写真複写機、および、レーザープリンタ
- 業務用専用プリンタ
- 以下の分野向けの専用装置
  - 銀行業務
  - 小売業
  - 郵便局
  - チケットの移動販売
  - 宝くじ販売店舗
  - サービスオートメーション（人気などの投票,MAAF）

## 沿革

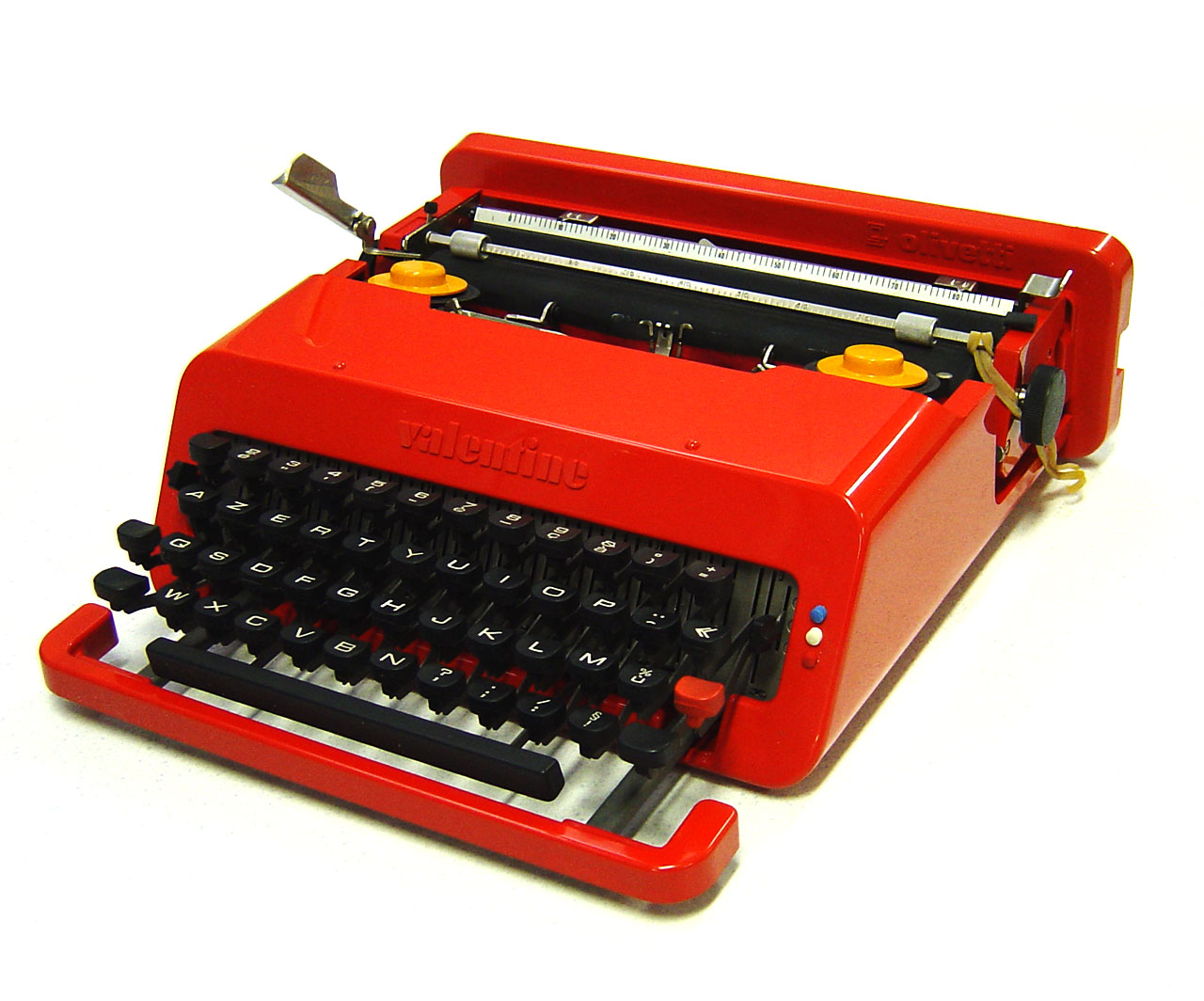
エットレ・ソットサスのデザインしたポータブルタイプライター『ヴァレンタイン』(1969年)

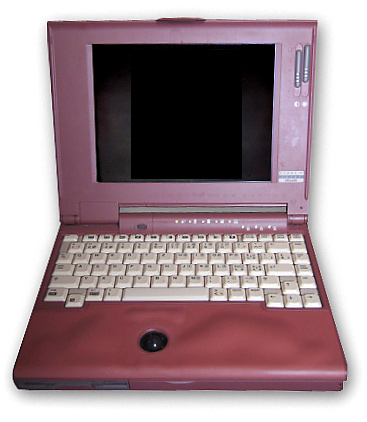
ミケーレ・デ・ルッキのデザインしたパソコン、Olivetti Echos 44 Color（1994年）

- 1908年 - カミッロ・オリベッティ（英語版）により創業される
- 1933年 - カミッロの長男アドリアーノ・オリベッティ（英語版）が事業を継承する
- 1930年 - 最初の海外工場をアルゼンチンに設立した
- 1930年半ば - 製品輸出先が20数ヶ国に拡大するまで事業が拡大する
- 1940年代 - 計算機の分野に進出
- 第二次世界大戦中 - 経営者のアドリアーノ・オリベッティなどがユダヤ人迫害の対象となり、スイスに身を隠す。大戦終了後に再び積極的活動を再開する
- 1948年 - 世界最初の電動式記録卓上計算機を発売する（ディビィジュマ(Divisumma)）
- 1954年 - コンピュータの開発を始める
- 1959年 - 大型コンピュータ「エレア9003（英語版）」を発表
- 1959年 - アメリカのアンダーウッド・タイプライター（英語版）を買収する
- 1960年 - アドリアーノ・オリベッティ死去。コンピュータの開発費、アンダーウッドの経営不振、オリベッティ一族の不和が一度に噴き出し、次第にオリベッティ自体も経営危機に陥る
- 1964年 - イタリア財界によるオリベッティの救済再建が実施される
- 1966年 - マリオ・ベリーニにより、ビデオディスプレー端末TCV-250が設計され、現在でもニューヨーク近代美術館のデザイン収蔵品として保存されている。
- 1982年 - 最初のオリベッティ製パソコンM20が発表される（ザイログ社製プロセッサZ8000搭載）
- 1985年 - イギリスのエイコーン・コンピュータ（英:Acorn Computers Ltd.）社、および、フランスのトムソン（Thomson SA）社と、資本提携を結ぶ。以降、エイコーンおよびトムソンの製品を、オリベッティの商標で販売
- 1999年 - ルクセンブルクに拠点を置くベル社に買収される
- 1999年 - パソコン事業を売却する
- 2001年 - ベル社が経営支配権を、ピレリおよびベネトングループを含むコンソーシアムへ売却
- 2003年 - テレコム・イタリアグループの一員に吸収される

### 日本における事業の沿革
- 1961年9月 - オリベッティ全額出資による日本法人「日本オリベッティ株式会社」として設立。その後親会社が「ワング・グローバル」（1998年3月）→「ジェトロニクス」（1999年7月）に変更されている。
- 2000年1月 - 社名をジェトロニクス・オリベッティ株式会社に改める。
- 2002年4月 - ジェトロニクス株式会社となる。
- 2007年5月 - NTTデータがジェトロニクスとの戦略的パートナーシップを結び、NTTデータが株式の7割を保有する合弁会社・NTTデータジェトロニクス株式会社となる。
- 2020年3月 - ジェトロニクスが保有する当社株式をNTTデータに譲渡。これによりNTTデータの完全子会社となる。
- 2021年10月 - NTTデータルウィーブ株式会社に社名変更。

## オリベッティの救済再建
1964年に実施された、イタリア財界の助力によるオリベッティの再建救済の内容は、以下のようなものである。
- オリベッティ一族の持ち株比率を75%から35%に減らし、経営の実権も事実上一族から離れる
- 大型コンピュータ部門をGEの支配に委ねる